# Третьяков, Виктор Михайлович (футболист)
Ви́ктор Миха́йлович Третьяко́в (укр. Віктор Михайлович Третяков; 23 мая 1927, Зиновьевск — 25 мая 2010, Кировоград) — советский футболист, советский и украинский футбольный тренер. Заслуженный тренер Украинской ССР.

## Биография
Родился 23 мая 1927 года в Зиновьевске (ныне — Кропивницкий). Начал заниматься футболом во время немецкой оккупации. После войны начал выступать в команде завода «Красная Звезда», участвовавшей в республиканских соревнованиях. В 1953 году в составе команды, в то время называвшейся «Торпедо», стал обладателем Кубка УССР, а в следующем — победителем Кубка республиканского совета профсоюзов. В 1958 году дебютировал в классе «Б» чемпионата СССР.
В 1956 году окончил факультет физвоспитания Кировоградского педучилища. Позже учился на тренерских курсах в Москве и на заочном отделении Кировоградского педагогического института. С 1960 года — на тренерской работе. Работал в «Звезде», в группе подготовки молодых футболистов при основной команде. Среди воспитанников Валерий Поркуян, Борис Белоус, Владимир Веремеев, Михаил Михайлов, Василий Кириченко, Борис Конфедерат. В 1971—1972 годах был главным тренером «Звезды».
C 1994 года в Кропивницком ежегодно проводится футбольный турнир имени В. Третьякова.
Умер в 2010 году. Похоронен на Дальневосточном кладбище в Кировограде